# Jan Szczepan Wulfers
Jan Szczepan Wulfers, inna forma nazwiska: Wulffers, krypt.: J. W. Prof. Lit. w Korp. Kadet.; Prof. Lit. w Korpusie Ichmość PP. Kadetów JKMci i Rzplitej (niegdyś Jezuita), (ur. 22 lutego 1741 w Warszawie, zm. 1804 tamże) – polski pedagog, tłumacz, jezuita, profesor i bibliotekarz Szkoły Rycerskiej.

## Życiorys
Pochodził z rodziny mieszczańskiej, był starszym bratem (lub nieco dalszym krewnym) warszawskiego adwokata Michała (1765-1794). Kształcił się (do retoryki włącznie) w szkole jezuickiej w Warszawie, gdzie 13 sierpnia 1756 wstąpił do zakonu (Szyndler-Musiołowa podaje, że zakonnikiem został w Wilnie). Prawdopodobnie w Wilnie natomiast odbywał 2-letni nowicjat (lata: 1756/1757-1757/1758). Podjął pracę pedagogiczną, w latach 1758/1759-1759/1760 ucząc gramatyki w szkole w Drohiczynie, a w latach 1760/1761 historii, geografii i języka niemieckiego w jednej ze szkół Witebska. W okresie od jesieni 1761 do lata 1764 odbywał studia filozoficzne w seminarium zakonnym w Orszy, by powrócić do Witebska i prowadzenia zajęć (już jako profesor) z wymowy (retoryki), poetyki (poezji), historii i języka niemieckiego. Ponadto w tym okresie pisał kronikę domu zakonnego oraz pełnił urząd viceregensa seminarium (rok szkolny 1765/1766). Uzupełniał swoje wykształcenie – w zakresie teologii – w Połocku (1766/1767) i Warszawie (1767-1770), ucząc w tym okresie języka hebrajskiego i niemieckiego.
Od roku 1770 był związany z Collegium Nobilium jezuitów w Warszawie, gdzie pracował jako prefekt generalny oraz profesor kilku przedmiotów (fizyka, historia, wymowa, języki: niemiecki, francuski). W konwikcie pracował aż do jego likwidacji w roku 1777. Był m.in. jednym z wychowawców księcia Hieronima Radziwiłła, któremu towarzyszył w podróżach edukacyjnych (np. do Królewca). Po kasacie zakonu przebywał w Warszawie (do roku 1777), a w roku 1778 objął w miejsce Ignacego Nagurczewskiego profesurę historii i literatury polskiej w Szkole Rycerskiej (Korpusie Kadetów), pełniąc od roku 1780 obowiązki sekretarza Szkoły. Wykładał tam do roku 1795, w latach 1779-1782 (według innych źródeł natomiast od roku 1786) sprawując jednocześnie opiekę nad biblioteką Szkoły; jego poprzednikiem na stanowisku bibliotekarza był Jan Chrzciciel Dubois de Jancigny, a następcami Kajetan Józef Skrzetuski i krewny Piotr Wulfers (Wulffers). Ze stanowiska nauczyciela w Szkole Rycerskiej odszedł przed jej oficjalnym zamknięciem.
W roku 1790 (lub na początku roku 1791), wspólnie z Michałem Hubem, odbył na polecenie księcia Adama Kazimierza Czartoryskiego podróż w celu zapoznania się z organizacją instytutów militarnych za granicą. Rok później (1791) był emerytem Komisji Edukacji Narodowej. Zmarł w Warszawie, w wieku 63 lat (w roku 1804).

## Twórczość
Wulfers opublikował m.in. Listy chrześcijańskiego filozofa (1766), rozprawę O greckiej i rzymskiej wymowie (1766), a już jako profesor Korpusu Kadetów tłumaczenie Żywotów Neposa (1783), przeznaczone dla uczniów tej szkoły, a także przekład mów Liwiusza (1784) i Kurcjusza (1787). Ponadto od roku 1765 anonimowo publikował w "Monitorze".

### Przekłady
1. P. Cornelius Nepos: Życia wybornych hetmanów, przekładania JPP. Kadetów Korp. Warszawskiego w VII klasie literatury uczących się, z dodanym od ich profesora (niegdyś jezuity) Wypisem chronologicznym, na objaśnienie tegoż autora służącym, Warszawa 1783, (dedykacja do Komisji Edukacji Narodowej podpisana: "J. W. Prof. Lit. w Korp. Kadet."; autorstwo przekładu niepewne)
2. T. Livius: Mowy z Liwiusza, z pochopami do nich i skutkami onychże, z pierwszych V ksiąg od Prof. Lit. w Korp. Ichmość PP. Kadetów JKMci i Rzplitej (niegdyś jezuity) wybrane i wytłumaczone t. 1, Warszawa 1784, (dedykacja do F. J. Moszyńskiego podpisana nazwiskiem tłumacza)
3. Q. Curtius Rufus: Mowy z Kurcjusza, z pochopami do nich i skutkami onychże z X ksiąg od Prof. Lit. w Korp. Ichmość PP. Kadetów JKMci i Rzplitej wydane i wytłumaczone, Warszawa po roku 1784, (dedykacja do F. K. Woyny podpisana nazwiskiem tłumacza; F. M. Sobieszczański datuje druk na rok 1787).

### Materiały
1. Tekst przywileju królewskiego danego P. Dufourowi na druk dzieła Wulfersa, dat. 22 czerwca 1783, ogł. T. Wierzbowski: Materiały do dziejów piśmiennictwa polskiego t. 2, Warszawa 1904, s. 123.

## Opracowania nt. twórczości Wulfersa
1. Catalogus personarum et officiorum provinciae Masoviae Societatis Jesu 1756-1777: rękopis Arch. Romanum Societatis Jesu (Lithuanica 59-60)
2. A. Jocher: Obraz bibliograficzno-historyczny literatury i nauk w Polsce t. 1, Wilno 1840
3. J. Brown: Biblioteka pisarzów asystencji polskiej Towarzystwa Jezusowego, "Przegląd Poznański" 1861-1862 i wyd. osobne, Poznań 1862
4. F. M. Sobieszczański: "Encyklopedia powszechna" Orgelbranda, t. 27 (1867)
5. M. Miterzanka: Działalność pedagogiczna Adama ks. Czartoryskiego, generała ziem podolskich, Warszawa 1931 "Prace Monograficzne z Dziejów Wychowania i Szkolnictwa w Polsce" nr 8
6. K. Mrozowska: Szkoła Rycerska Stanisława Augusta Poniatowskiego (1765-1794), Wrocław 1961 "Monografie Pedagogiczne" nr 8
7. S. Hrabec, F. Pepłowski: Wiadomości o autorach i dziełach cytowanych w Słowniku... Lindego, Warszawa 1963
8. J. Popłatek: Udział byłych jezuitów w Komisji Edukacji Narodowej t. 1, s. 101-102 (maszynopis Wyd. Apostolstwa Modlitwy w Krakowie – Archiwum Jezuitów)
9. B. Natoński: Wypisy ze źródeł jezuickich i uwagi (pierwotnie maszynopis znajdował się w posiadaniu komitetu redakcyjnego publikacji Biblioteka Literatury Polskiej – Nowy Korbut).